# Carl Ebert
Carl Ebert, nome completo Carl Anton Charles Ebert (Berlino, 20 febbraio 1887 – Santa Monica, 14 maggio 1980), è stato un attore, regista e direttore teatrale tedesco.

## Biografia

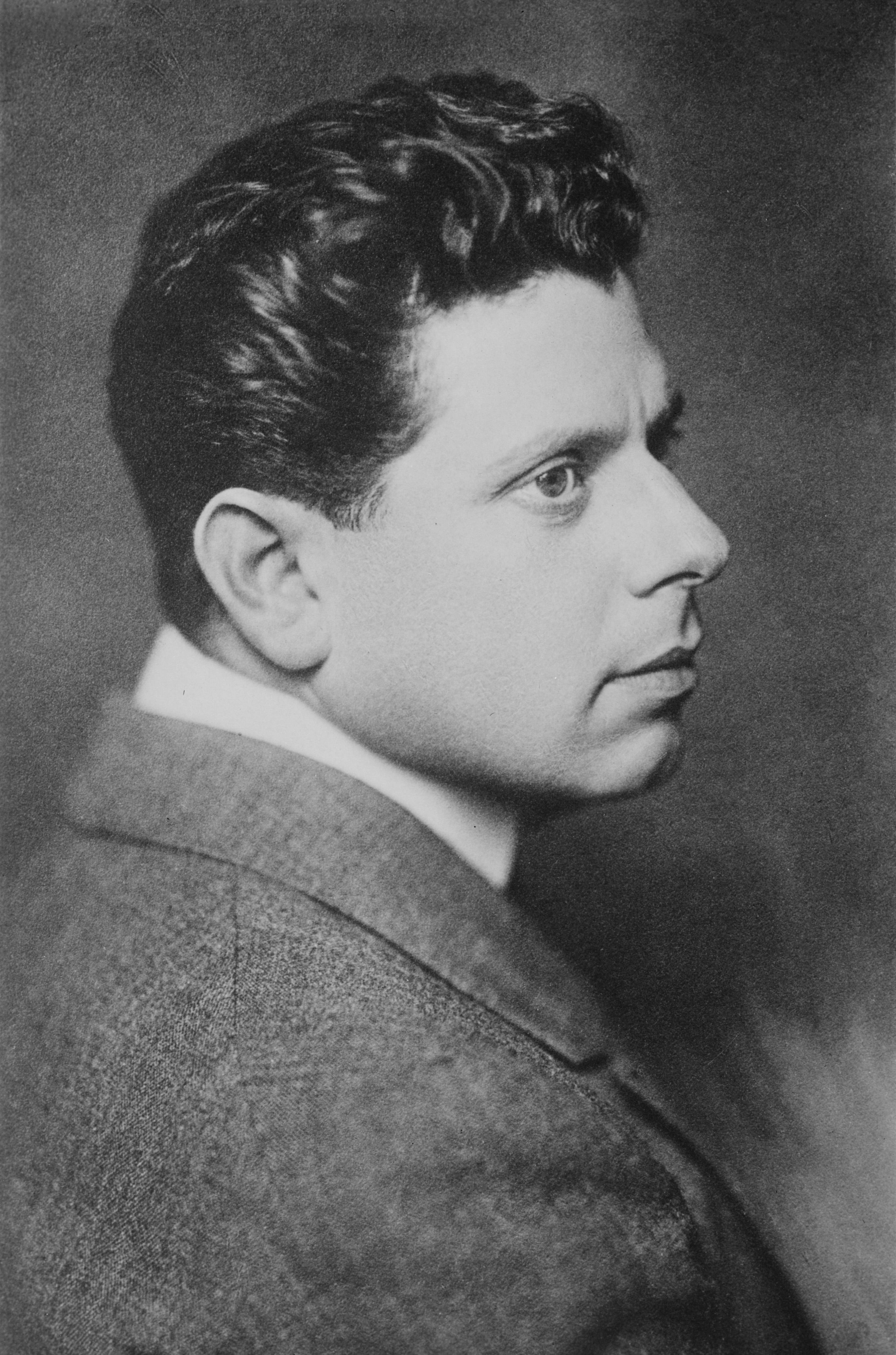
Max Reinhardt, il maestro di Ebert

Ebert si formò alla scuola di Max Reinhardt, lavorò al Deutsches Schauspielhaus di Berlino (1909-1914), al teatro di Francoforte sul Meno (1915-1922), dove fondò e diresse una importante scuola di recitazione, poi passò a Darmstadt e quindi a dirigere l'Opera di Berlino (1931-1932), dove si specializzò nella regia operistica, messa al servizio non tanto del libretto quanto della musica.
Si mise in evidenza anche nei Festival di Salisburgo e di Glyndebourne, al Maggio Musicale Fiorentino, e in molti dei maggiori teatri lirici d'Europa e d'America.
Durante il regime nazista si trasferì in Svizzera e poi in Turchia (ad Ankara fondò e diresse il teatro nazionale d'opera e di prosa).
Dal 1954 al 1962 è stato sovrintendente dell'Opera di stato di Berlino.
Oltre che di Richard Wagner e di Wolfang Amedeus Mozart, fu un grande regista di Giuseppe Verdi, del quale diede riesumazioni fondamentali a Berlino, a Milano, a New York di opere quasi dimenticate (ad esempio Macbeth).

## Opere

### Filmografia
- Das verschleierte Bild von Groß-Kleindorf, diretto da Joe May (1913);
- Erlkönigs Tochter, diretto da Stellan Rye (1914);
- Il Golem, diretto da Henrik Galeen e Paul Wegener (1915);
- Der springende Hirsch oder Die Diebe von Günstersburg, diretto da Walter Turszinsky e Robert Wiene (1915);
- § 14 BGB, diretto da Paul von Woringen (1915);
- La morte vivente (Die lebende Tote), diretto da Rudolf Biebrach (1919);
- Erdgeist, diretto da Leopold Jessner (1923);
- Wilhelm Tell, diretto da Rudolf Dworsky e Rudolf Walther-Fein (1923);
- Il mercante di Venezia, diretto da Peter Paul Felner (1923);
- Lebende Buddhas, diretto da Paul Wegener (1925);
- Fiaker Nr. 13, diretto da Michael Curtiz (1926);
- Ödenwaldstetten, diretto da Peter Nestler (1964).